# Dig, Herre, vill jag prisa
Dig, Herre, vill jag prisa är en morgonpsalm i sex verser införd i 1695 års psalmbok. Texten är skriven av Bartholomäus Ringwaldt.
Psalmen inleds 1695 med orden:
Tig, Herre, wil jag prisa
I thenna morgonstund
Enligt 1697 års koralbok användes samma melodi som till Alt folck skal nu här höra (nr 58), Tu som wil HErran tiena (nr 90), Lustig af hiertans grunde (nr 345) och Tigh Fader wil jagh prisa (nr 373).

## Publicerad i
- Göteborgspsalmboken under rubriken "Tacksäijelse och Böön Morgon och Affton".[1]

- 1695 års psalmbok som nr 351 under rubriken "Morgon-Psalmer".